# Ben Albach
Benjamin "Ben" Albach (Amsterdam, 21 april 1907 – Amstelveen, 30 januari 2007) was een Nederlands essayist en toneelhistoricus.

## Biografie
Albach studeerde Nederlandse toneelgeschiedenis en publiceerde vanaf de jaren dertig artikelen en essays over toneel en toneelgeschiedenis in de geschreven pers. Eerst in Het Toneel en Het Vaderland, later in Toneel Teatraal en Vrij Nederland.
Albach was medeoprichter van het Theaterinstituut in Amsterdam en bestuurslid van het Toneelmuseum.
Hij werkte van 1973 tot 1976 als gastdocent theaterwetenschap aan de Universiteit van Amsterdam en kreeg daar in 1982 een eredoctoraat.
Ben Albach was de vader van de schrijfster Hester Albach. Hij overleed in 2007 op 99-jarige leeftijd en is begraven op Zorgvlied.